# قمة ثلاثية

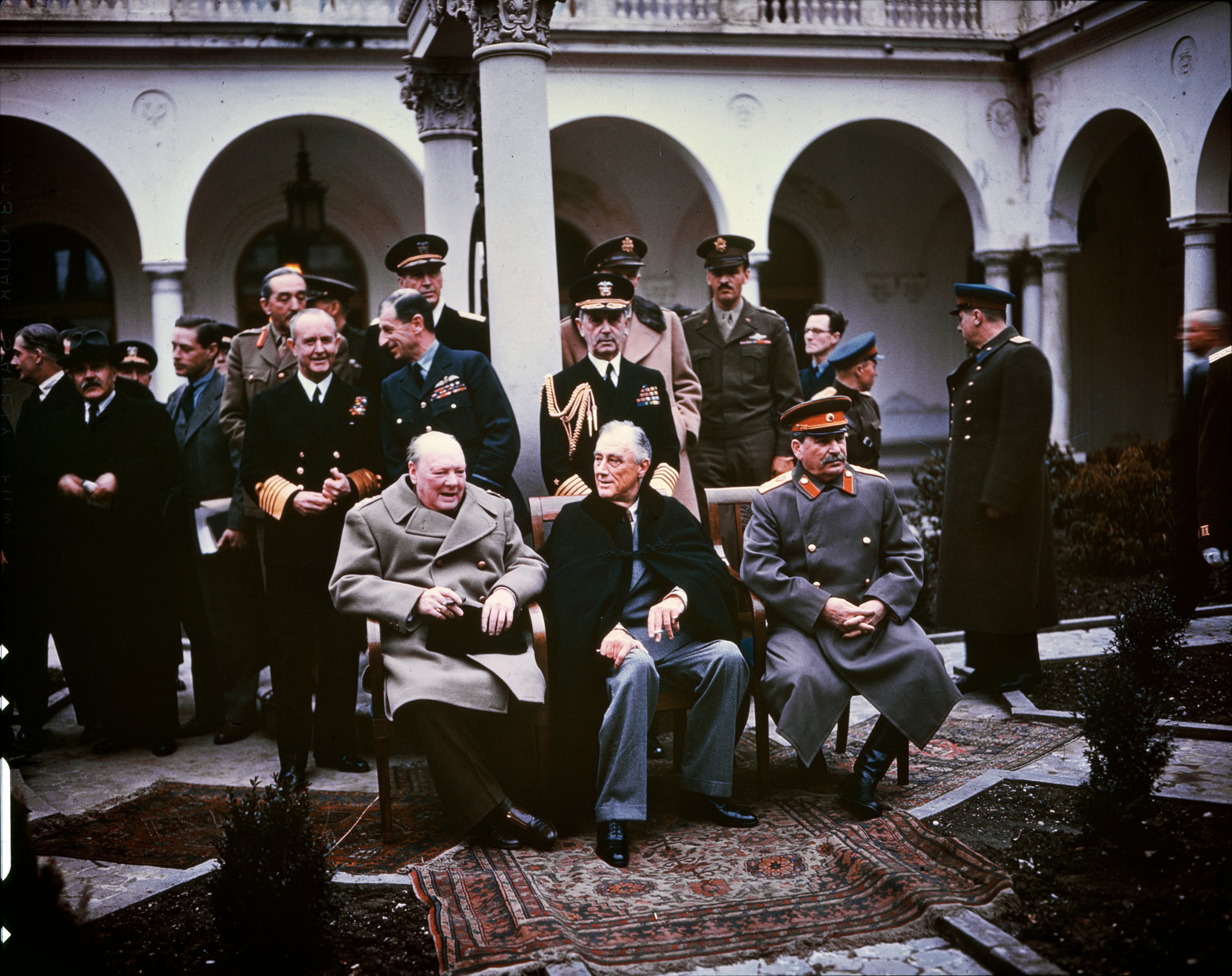
الرؤساء المشاركين في قمة يالطا

جيمي كارتر يستضيف اجتماع اللجنة الثلاثية عام 1978

خريطة انبوب النفط العراقي الأردني المصري الذي يمر بدول مشرع الشام الجديد

معاهدة التحالف الثلاثي التي جرى التوقيع عليها عام 1865 التي تحالفت فيها إمبراطورية البرازيل والأرجنتين والأوروغواي

قمة ثلاثية أو قمة ثلاثية رئاسية (trilateral summit) هو مصطلح يطلق على اجتماع يضم القائد الاعلى في ثلاثة دول بشكل منتظم ودوري أو لمرة واحدة، حيث يشمل تلك القمم التي تكون طارئة أحيانا واحيانا أخرى دورية اتخاذ قرارات تنفيذية تكون نتائجها تصب في مصالح تلك التدول. غالبا ما تكون هناك ارتباطات جغرافية وأمنية وعسكرية تجعل تلك الدول تستمر في عقد هذه القمم. يشارك الرئيس لتلك الدول أو رئيس الوزراء، ويسبق تلك القمة عددا من الاجتماعات للوزراء والمسؤولين للتحضير للاتفاقيات التي سيتم توقيعها والقرارت التي سيتم اتخاذها.

## خلفية تاريخية
من أشهر القمم الثلاثية التي يذكرها التاريخ المعاصر اجتماع القادة فرانكلين روزفلت ووينستون تشرشل وجوزيف ستالين خلال الحرب العالمية الثانية. ومع ذلك، لم يكن مصطلح «قمة» يستخدم عادة لمثل هذه اللقاءات، بل تم اطلق عليه اسم مؤتمر يالطا. وتعد اللجنة الثلاثية أحد ابرز القمم الثلاثية في بالتاريخ والتي تأسس عام 1973 لتعزيز التعاون الوثيق بين الولايات المتحدة وأوروبا واليابان. وتتخذ من واشنطن وباريس وطوكيو مقرات رئيسية لها.
في الجانب المقابل حارب أطراف صراع الحرب العالمية الثانية كشركاء في أحدى الأطراف الأساسية المتحاربة وهي قوات المحور وقوات التحالف. كان الشركاء الأساسيين في قوات المحور الثلاثية هي ألمانيا وإيطاليا واليابان.
يوجد معاهدة التحالف الثلاثي التي جرى التوقيع عليها عام 1865، بعد اندلاع حرب الباراغواي والتي تحالفت فيها إمبراطورية البرازيل والأرجنتين والأوروغواي ضد باراغواي.

## قائمة قمم ثلاثية
- تعد القمة اليابانية الصينية الكورية الجنوبية[6] من أبرز الامثلة على تلك القمم [7] والتي تعقد بشكل دوري منذ عام 2008.[8]
- القمة الثلاثية الإيرانية التركية الروسية التي تعقد كل ستة أشهر منذ عام 2017 في أحد الدول الثلاث.[9][10][11]
- قمة الولايات المتحدة والصين والاتحاد الأوروبي الثلاثية لسلامة المنتجات الاستهلاكية [12] والتي تم عقد القمة السادسة لها يونيو 2018.
- القمة الثلاثية الهندية الباكستانية الصينية. والتي تكون بين طرفين متنازعين وطرف ثالث يسعى للتوفيق بينهما (الصين) [13]
- قمة الحوار الهندي الأمريكي الياباني في نيودلهي 2018.[14]
- القمم الثلاثية المصرية الأردنية الفلسطينية، والتي تحدث بشكل مستمر بين الدول الثلاثة.[15]
- القمة الثلاثية بين مصر والأردن والعراق والتي تعقد دوريا بين العواصم الثلاثة [16] ضمن مشروع يسمى الشام الجديد [17]
- القمة الثلاثية بين مصر وقبرص واليونان حول التنقيب عن الغاز في البحر الابيض المتوسط[18]
- قمة روسيا وأذربيجان وارمينيا [19] بعد حرب مرتفعات قرة باغ 2020
- القمة الثلاثية لمرة واحدة بين الهند والصين وروسيا [20][21]
- قمة أمريكا الشمالية الثلاثية التي تضم الولايات المتحدة وكندا والمكسيك [22]
- قمة تركيا وباكستان وأفغانستان الثلاثية عام 2009[23]
- القمة الثلاثية بين الولايات المتحدة وأفغانستان وباكستان [24]
- قمة بين باكستان وأذربيجان وتركيا في اسلام اباد عام 2021[25]
- الحوار الهندي الأسترالي الياباني عام 2019 [26]
- أوكوس: وهي اتفاقية أمنية ثلاثية بين أستراليا والمملكة المتحدة والولايات المتحدة.[27]
- القمة الثلاثية الأمريكية اليابانية الفلبينية.[28]
- أنزوس: الاتفاقية الأمنية بين أستراليا، ونيوزيلندا، والولايات المتحدة
- قمة كامب ديفيد الثلاثية بين الولايات المتحدة واليابان وكورية الجنوبية عام 2023.[29]
- القمة الأفريقية الثلاثية المصغرة بين رؤساء ساحل العاج وبوركينا فاسو ومالي عام 2002، لبحث سبل إنهاء الحرب المتصاعدة في ساحل العاج.[30][ا]

## روابط خارجية
1. ↑  عقدت القمة بعد محاولة انقلاب فاشلة يوم 19 سبتمبر 2002. وبعد الهدنة أصبح المتمردون يسيطرون على الشمال الذي تسكنه أغلبية مسلمة، في حين تسيطر القوات الموالية لرئيس ساحل العاج  على الجنوب مما يساعد على تعميق الانقسامات العرقية.